# シスターシスター〜恋のハートフルパニック〜
『シスターシスター～恋のハートフルパニック～』は、Troyより2004年9月24日に発売されたアダルトゲーム。
義理の姉妹を巡る二人の兄弟の争いを描いた本作は、互いの行動が影響し合う、ザッピング形式の「争奪戦システム」というシステムが搭載されている。

## あらすじ
成末 一已（なるすえ かずい）とその弟・三蔵（さくら）は、義理の姉妹である双葉（ふたば）を一人の女性として見るようになっていた。
ある日、双葉がラブレターを貰ったことがきっかけで、一已と三蔵は争うようになる。
さらに、双葉の義妹・音色（ねいろ）が登場し、混乱が激しくなるばかりであった。

## 登場人物

### 主人公
成末 一已（なるすえ かずい）
成末家の長男。学園で生徒会長を務めるほどの優等生である一方、スケベな一面を隠し持つ。
成末 三蔵（なるすえ さくら）
成末家の次男で、一已の実弟。兄とは対照的に学業が振るわない上に粗野な言動が目立つが、根は優しい。

### ヒロイン
成末 双葉（なるすえ ふたば）
声：中瀬ひな
一已の義妹にして、三蔵の義姉。
二人に対して世話を焼いており、一家の家事を引き受けている。明るく温厚な性格から、学園での人気は高い。また、成り行きで義妹となった音色にも積極的に世話を焼く。
成末 音色（なるすえ ねいろ）
声：楠鈴音
双葉の義妹となった少女で、学年は双葉と同じだが、天真爛漫ながらも幼い言動が目立つ。
森 遊（もり ゆう）
声：一色ヒカル
一已と三蔵の幼馴染みで、双葉の親友。
無口でボーイッシュな性格故、同性からの人気が高い。
霞之小路 沙奈（かすみのこうじ さな）
声：佐本二厘
名家の令嬢。不良に絡まれているところを三蔵に助けられて以来、三蔵に思いを寄せている。
撫川 芽玖（なでかわ めぐ）
声：文月かな
双葉と同学年の少女。白黒分けて考えたがる性格で、その厳しい姿勢から「歩く校則」の異名を持つ。

### その他
林 明日菜（はやし あすな）
声：福元ヒロ
霞之小路家に仕える忍者。
火村 和歌（ひむら わか）
声：如月葵
一已らの通う学園の教師。